# Festung Glatz

Plan der Stadt und Festung Glatz von 1743

Plan der Festung Glatz um 1740

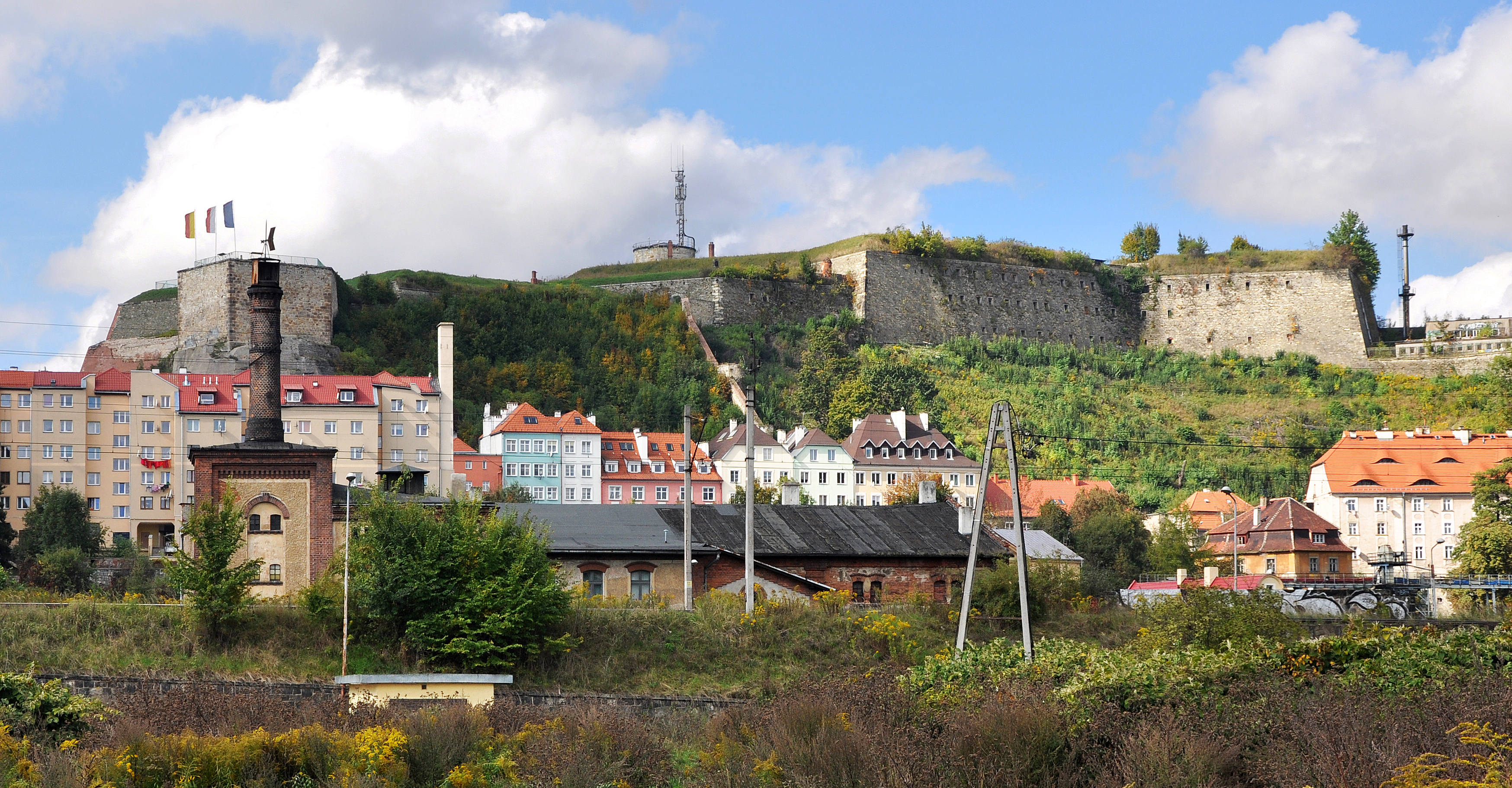
Festung Glatz / Kłodzko, Aufnahme von 2013

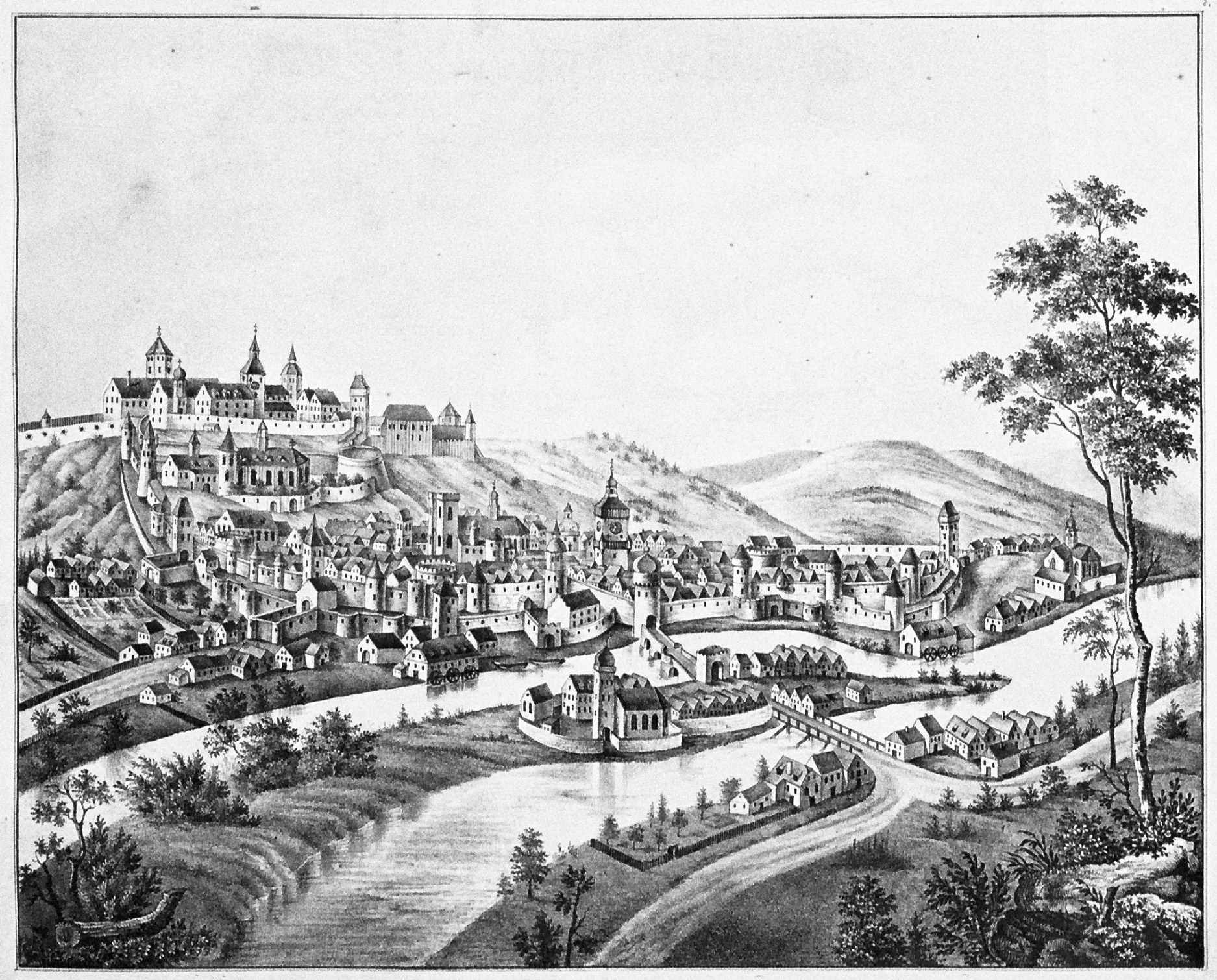
Schloss Glatz um das Jahr 1500

Die Festung Glatz (polnisch Twierdza Kłodzko; tschechisch Kladská pevnost) ist eine militärische Festungsanlage in der Stadt Glatz, der Hauptstadt der vormals böhmischen Grafschaft Glatz. Sie entstand an der Stelle einer böhmischen Grenzburg, die im 15. und 16. Jahrhundert zu einem Schloss umgebaut wurde.
Die Festung liegt auf dem 369 Meter hohen Burg- bzw. Schlosshügel auf der westlichen Seite der Glatzer Neiße, oberhalb des Glatzer Rings. Das Gelände ist 17 Hektar groß.

## Von der Grenzburg zum Schloss
Das „castellum Cladsko“ wurde erstmals im Jahr 981 vom böhmischen Chronisten Cosmas von Prag erwähnt. Es war eine gegen Polen gerichtete Grenzburg auf dem für Verteidigungszwecke gut geeigneten felsigen Hügel, der später als Burg- bzw. Schlossberg bezeichnet wurde. Sie wurde durch den böhmischen Fürsten Slavnik, Vater des böhmischen Landesheiligen Adalbert von Prag, errichtet. Diese Burg wurde 1129 unter Herzog Soběslav I. stärker befestigt, um die wichtige Straße Prag-Pass von Nachod-Hummelpass-Wartha-Breslau zu sichern. Vermutlich um diese Zeit entstanden auf dem Burgberg der sogenannte Heidenturm und die Marienkapelle („Heidenkirchlein“), die erstmals 1194 urkundlich belegt ist. Am Abhang des Burgberges erbaute 1349 der erste Prager Erzbischof Ernst von Pardubitz, dessen Vater Burggraf von Glatz war, 1349 ein Augustinerkloster-Chorherrenstift. Die ehemals gotische Burg wurde im Laufe der Zeit zu einem Schloss umgebaut, auf dem die Burggrafen von Glatz, die Glatzer Landeshauptleute und ab 1477 auch die Grafen von Glatz residierten. Erster regierender Graf von Glatz war Heinrich I., ein Sohn des böhmischen Königs Georg von Podiebrad. Er residierte mit seiner Familie und seinem Hofstaat auf dem Glatzer Schloss.
Auf seiner Reise von seinem Residenzort Neuburg/Donau nach Krakau wohnte im Dezember 1536 Pfalzgraf Ottheinrich mit seinem Gefolge auf dem Schloss Glatz. Zu den Mitreisenden gehörte auch der Hofmaler Matthias Gerung, der in seinem Skizzenbuch u. a. auch Burg und Stadt Glatz festhielt. Dies ist die älteste Stadtansicht mit dem allerdings überhöht dargestellten Schlossberg und der noch nicht zerstörten Anlage. Zu den bedeutenden Gästen gehörte auch der böhmische König Ferdinand I., der auf seiner Reise von Breslau nach Prag vom 21./22. September 1546 mit seinem Gefolge auf dem Glatzer Schloss übernachtete und an einer Messe im Augustiner-„Domstift“ teilnahm.
Während der Regentschaft des Glatzer Pfandherrn Ernst von Bayern, der gezielt die Gegenreformation verfolgte, wurde das Schloss 1557 vom Hofarchitekten Lorenz Krischke im Renaissancestil umgebaut. Außerdem wurden das untere Schloss, das auch als „Niederschloss“ bezeichnet wurde, errichtet und die ältere Festung um mehrere Gebäude erweitert. Bei den Verteidigungskämpfen nach der Schlacht am Weißen Berg wurde das Augustinerkloster, das im Glacisbereich lag, 1620 teilweise abgebrochen und 1622 zerstört. Anschließend ließen die böhmischen Stände das Schloss durch den Schlosshauptmann Johann Georg Semling wieder herrichten. In den 1680er Jahren erfolgte der Bau von Befestigungsbastionen unter der Leitung des italienischen Baumeisters Jakob (Jacopo) Carove.

## Umbau zur Festung

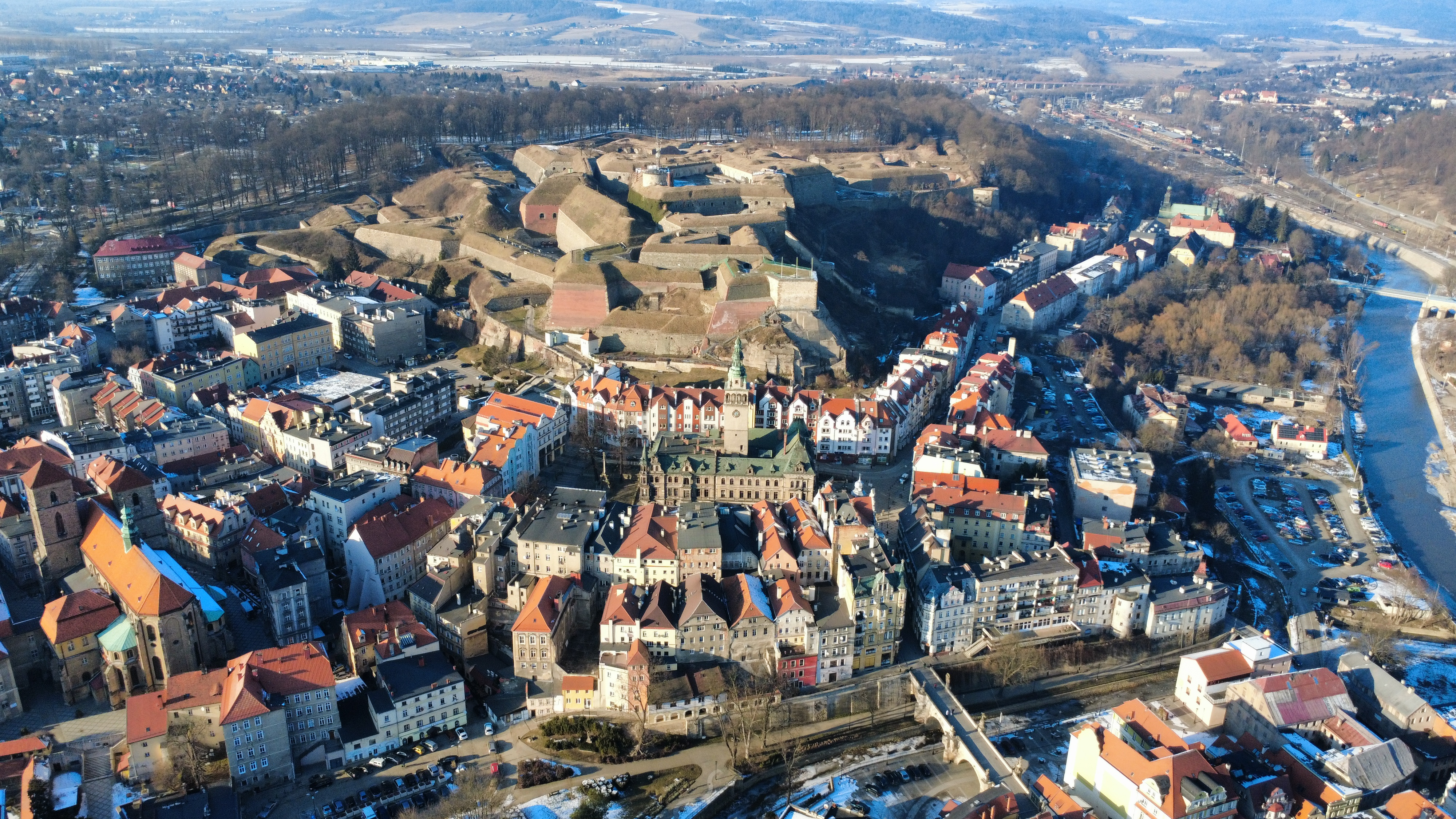
Festung Glatz aus der Vogelperspektive

1742 wurde das Schloss im Ersten Schlesischen Krieg von Preußen erobert. 1743 veranlasste König Friedrich II. den Umbau zu einer zeitgemäßen Festung und die Errichtung einer weiteren Festung östlich der Glatzer Neiße auf dem Schäferberg. Der Entwurf stammt vom Festungsbaumeister Gerhard Cornelius von Walrave. Mit der weiteren Durchführung wurde Major Christian von Wrede beauftragt. Der königliche Statthalter Heinrich August de la Motte Fouqué wurde zum Kommandanten der Festung ernannt. Während des Siebenjährigen Krieges wurde die Festung am 26. Juni 1760 vom kaiserlichen Feldzeugmeister Gideon Ernst von Laudon zurückerobert.
Da die Festung im Siebenjährigen Krieg eine große Bedeutung erlangt hatte, wurde sie auf Befehl des Königs Friedrich II. nach Beendigung des Krieges modernisiert. Obwohl die Entwürfe bereits im Mai 1763 vorlagen, begann die grundlegende Erneuerung durch den Piemonteser Militäringenieur Franz Ignatz von Pinto erst im Jahre 1770. Damals entstanden die Bastionen sowie der stellenweise dreigeschossige Donjon, in dem sich bis zu 42 Artilleriekasematten befanden.
In den Koalitionskriegen konnten Stadt und Festung während der Belagerung durch den französischen General Vandamme vom preußischen Generalleutnant Friedrich Wilhelm von Götzen verteidigt werden. Im Deutschen Krieg 1866 spielte die Glatzer Festung keine Rolle mehr. 1877 wurde sie aufgehoben und 1930 die Burgberghänge mit Beton verstärkt. Bis 1938 diente die Festung als Haftanstalt. Die im Haftvollzug gehaltenen Personen wurden nach Ingolstadt verbracht. Noch vor dem Zweiten Weltkrieg wurde die Glatzer Festung zu einem Wehrmachtsgefängnis umgewandelt. Dieses wurde in den letzten Kriegsmonaten auf die Nebenfestung am Glatzer Schäferberg verlegt. Die Hauptfestung wurde als Rüstungsbetrieb den AEG-Werken zur Verfügung gestellt, die darin Teile für V-1 Raketen sowie elektrische Anlagen für U-Boote und Flugzeuge herstellten.
Als Folge des Zweiten Weltkriegs fiel Glatz zusammen mit dem größten Teil Schlesiens an Polen. Die Festung Glatz wurde wörtlich in Twierdza Kłodzko umbenannt. Sie gehört zu den wichtigsten Touristenattraktionen. Ein Rundweg führt durch einige Bastionen, Höfe und Kasematten. Der höchste Punkt der Festung bietet einen Blick auf den südlichen Glatzer Kessel.

## Gouverneure und Kommandanten

### Kaiserliche Kommandanten
- Michael Wenzel von Althann (1630–1686), war von 1680 bis 1686 Landeshauptmann der Grafschaft Glatz und zugleich Kommandant der Festung Glatz.
- Johann Arbogast von Annenberg († 1645), Glatzer Kommandant sowie von 1633 bis 1645 Landeshauptmann
- Karl Maximilian Mitrovsky auf Rengersdorf, Landeshauptmann der Grafschaft Glatz und Kommandant[5]

### Preußische Gouverneure
- 1774: Georg Reinhold von Thadden
- 1787: Friedrich Wilhelm von Götzen
- 1794: Theodor Philipp von Pfau
- 1794: Franz Andreas von Favrat
- 1804: Julius von Grawert
- 1816: Prinz Biron von Curland

### Preußische Kommandanten
- 1756: Heinrich August de la Motte Fouqué
- 1757: Georg von Nettelhorst, Oberst
- 1757: Johannes Bartholomāus d’O
- 1760: von Österreich erobert Kommandant wird der Feldmarschalleutnant Graf von Gaisruck
- 1763: von Niekowski, Oberst
- 1764: Christoph Wilhelm von Nimschewski, Oberst, Vizekommandant
- 1774: Georg Reinhold von Thadden, später Gouverneur
- 1774: Ludwig Wilhelm von Regler, Oberster
- 1787: Hans Wilhelm von Bandemer, Generalmajor, später Kommandant der Festung Neisse
- 1788: Friedrich Benignus von Schmidthenner, Oberst
- 1790: Georg von Graevenitz, Oberst, später Kommandant von Breslau
- 1793: Christian Gottlieb Ludwig von Rabiel, Generalmajor, zuvor Kommandant von Breslau
- 1804: Christian Friedrich Ernst von Mellenthin, Major
- 1806: Friedrich August von Schenrich, Major
- 1806: Johann Ernst von Gleisenberg, Oberst
- 1807: Ludolf August Friedrich von Alvensleben, Generalmajor (mit der Wahrnehmung der Geschäfte beauftragt)
- 1807: Wilhelm Johann Maria von Blumenstein, Oberstleutnant, Vizekommandant, später Kommandant von Erfurt
- 1810: Arwid Conrad von Carnall, Major (mit der Wahrnehmung der Geschäfte beauftragt)
- 1813: Heinrich Wilhelm von Weltzien, Oberstleutnant (mit der Wahrnehmung der Geschäfte beauftragt), später Kommandant von Erfurt, Cosel und Koblenz
- 1813: Gotthilf Benjamin Keibel, Major (mit der Wahrnehmung der Geschäfte beauftragt)
- 1812: Friedrich Wilhelm von Anhalt, Oberst (mit der Wahrnehmung der Geschäfte beauftragt)
- 1816: Heinrich Konstantin Anton von Poyda, Oberst, später Kommandant der Festung Silberberg
- 1817: Karl Rudolf von Glan, Oberst
- 1834: Wilhelm von Sandrart
- 1842: Karl von Malachowski und Griffa, Generalleutnant
- 1844: Konstantin August Wilhelm von Witzleben, Generalleutnant
- 1845: August Ferdinand von Arnauld de la Perière, Generalmajor
- 1848: Friedrich Wilhelm Malotki von Trzebiatowski, Oberst
- 1850: Ludwig Karl Wilhelm von Gersdorff
- 1854: Karl von Toll
- 1857: Karl August Friedrich Breetz, Oberst
- 1859: Friedrich Schimmel, Oberst
- 1865: Oberst Wilhelm Anton Wolfgang Kruse
- 1866: Adolf von Kritter, Oberstleutnant/Oberst
- 1871: Alfred von Krohn, Generalmajor
- 1874: Ernst Wilhelm von Linsingen, Oberstleutnant/Oberst/Generalmajor
- 1884: Karl Adolf Hermann Goebel, Oberst
- 1885: Anton Bernhard Karl Hakewessel
- 1888: Friedrich von Strombeck
- 1891: Friedrich Buchholz, Oberst/Generalmajor
- 1895: Eugen von Albedyll, Generalmajor
- 1896: Wilhelm Ludwig Adolph von Seil
- 1900: Kurt von Sommerfeld, Generalmajor
- 1905: Hammer, Oberst
- 1905: Heinrich von Bünau, Generalmajor
- 1910: Waldemar von Gregory
- 1914: von Dithfurt, General
- 1916: von Fiedler, Generalmajor
- 1919: Hay, Oberst
- 1920: Teschner, Oberstleutnant
- 1920: Friedrich von Esebeck, Oberst
- 1923: Ernst von Forstner, Oberst
- 1923: Theodor Sproesser, Oberst
- 1925: Hans Sehmsdorf, Oberst
- 1928: Eugen Schlenther, Oberst
- 1929: Wilhelm Eilker, Oberstleutnant
- 1930: Heinrich Kirchheim
- 1932: Rudolf Kaempfe, Oberstleutnant, Grenzschutzabschnittskommando Schweidnitz
- 1935: Winkler, Oberst, Kommandeur der Heeresdienststelle 4 Schweidnitz
- 1937: Günther Schwantes, Kommandeur der Heeresdienststelle 4 Schweidnitz
- 1938: Hans-Jürgen von Arnim, Generalmajor, Kommandeur der Heeresdienststelle 4 Schweidnitz

## Gefangene der Festung
- Wenzel von Jägerndorf (um 1440–1479), 1452–1464 Herzog von Jägerndorf und 1464–1474 Herzog von Rybnik
- Georg Popel von Lobkowicz (um 1551–1607), böhmischer Adeliger und Politiker
- Friedrich Freiherr von der Trenck (1727–1794), preußischer Offizier und Abenteurer
- Sophie Ursinus (1760–1836), Serienmörderin
- Heinrich Bürgers (1820–1878), verurteilt im Kölner Kommunistenprozess 1852
- Peter Nothjung (1821–1866), verurteilt im Kölner Kommunistenprozess 1852
- Wilhelm Joseph Reiff (1822–1860), verurteilt im Kölner Kommunistenprozess 1852
- Karl Liebknecht (1871–1919), deutscher Politiker, Antimilitarist und Rechtsanwalt